# 西4丁目停留場
西4丁目停留場（日语：／ Nishi-yonchōme teiryūjō */?）是一位於日本北海道札幌市中央區南1條西4丁目、隸屬於札幌市交通局的路面電車站。西4丁目站是札幌市電一條線的起點站，由於電車站位置距離札幌市營地下鐵大通車站不遠，因此也是地下鐵轉路面電車的主要轉運點。
2015年以前，西4丁目停留場是一個配置有一條乘車線與兩座側式月台的終點車站，電車路線在站內呈一「Y」字形佈設，單線的上下車區位於西端，雙線的主要路線區則位於東端。兩座月台中靠北側的月台為下車專用月台，南側則是乘客等候上車用的月台，整個月台區長度可以停靠兩輛電車，但進站後的電車必須採後到先出的方式在此站折返，朝東繼續前進。至於西端的單線部分路線在超過月台區之後還有一段多出的路線，主要是作為臨時用電車或除雪電車的暫時停車區。2015年後都心線開通，札幌市電車恢復環狀運行。
今日的西4丁目停留場位於位於札幌站前通與南一條通交會的十字路口的西側，但在過去當札幌市電的路線還沒有簡化至今日僅剩一線的狀態前，該十字路口的東南西北四面原本都設有電車站牌，且站牌原名三越前。1965年時進行路線統合，西4丁目線廢線，位於北側的三越前站牌取消並與位於西側的站牌合併，並改名為今日的西4丁目之名。

## 相鄰停留場
札幌市交通局（札幌市電）
一條線
西4丁目（SC01）－西8丁目（SC02）
都心線
狸小路（SC24）－西4丁目（SC01）

### 曾經存在的路線
札幌市交通局（札幌市電）
西4丁目線
札幌大酒店前－三越前
一條線
丸井前－西4丁目